# Elba Fahsbender
Elba Mercedes Fahsbender Merino (Piura, 29 de diciembre de 1991) es una modelo, reina de belleza y empresaria peruana. Es reconocida tras participar en el certamen de Miss Perú para representar a dicho país en la Reina Hispanoamericana 2012 y, posteriormente, el Miss Mundo 2013. También representante de Perú en el Miss Tierra 2014.
Fahsbender representó a Piura en el certamen Miss Universo, obteniendo el tercer lugar. Días después, la elegida Miss Perú Mundo Melissa Paredes renunció a su cargo, y le entregó a ella su corona. Fahsbender fue la sucesora en el título de Giuliana Zevallos, Miss Perú Mundo 2012. Representó a Perú en el Miss Mundo 2013 en Indonesia siendo Top 20 en los Desafío Deportivos. También representó a Tailandia en el Miss Tierra 2014 en Filipinas y formó parte del programa de competencias peruano Bienvenida la tarde: la competencia en el rol de modelo.

## Biografía
Elba nació el 29 de diciembre de 1991,en Piura, Perú. Es titulada en Administración de empresas de la UDEP: Universidad de Piura.
A la edad de 21 años recibió la corona de Miss Perú Mundo 2013 tras la renuncia de Melissa Paredes y continuó en los concursos de belleza hasta el 2015.
Posterior a ello, fue modelo en dos programas televisivos de Latina, como “Bienvenida la tarde: la competencia”, el cual fue conducido por la exmodelo y presentadora de televisión Laura Huarcayo.
En la actualidad, Elba Fashbender se desempeña como gestora de información y ejecutiva de cuentas en Grupo Tesacom, empresa con representación en Argentina, Chile, Paraguay y Perú

## Trayectoria

### Televisión
| Año       | Programa            | Rol                 | Cadena            |
| --------- | ------------------- | ------------------- | ----------------- |
| 2014-2015 | Bienvenida la tarde | Modelo 2° temporada | Latina Televisión |

## Concursos de belleza
| Año  | Concurso                                  | Resultado                                                              |
| ---- | ----------------------------------------- | ---------------------------------------------------------------------- |
| 2012 | Reina Hispanoamericana Perú               | Ganadora                                                               |
| 2012 | Reinado Panamericano de la Caña de Azúcar | Ganadora                                                               |
| 2012 | Reina Hispanoamericana 2012               |                                                                        |
| 2013 | Miss Perú Mundo 2013                      | Ganadora                                                               |
| 2013 | Miss Mundo 2013                           | - Top 20 - Desafíos deportivos                                         |
| 2014 | Miss Perú Tierra 2014                     | Ganadora                                                               |
| 2014 | Miss Tierra 2014                          | - 2do Lugar - Mejor Profesora 2014 - 2do lugar - Competencia de Coctel |